# Обрх (Рибник)
Обрх је насељено место у саставу општине Рибник у Карловачкој жупанији, Република Хрватска.

## Историја
До територијалне реорганизације у Хрватској насеље се налазило у саставу старе општине Озаљ.

## Становништво
На попису становништва 2011. године, Обрх је имао 7 становника.